# Kodeks 0188
Kodeks 0188 (Gregory-Aland no. 0188 – grecki kodeks uncjalny Nowego Testamentu na pergaminie, paleograficznie datowany na IX wiek. Przechowywany jest w Berlinie. Do naszych czasów zachował się fragment jednej karty kodeksu.

## Opis
Do dziś zachował się fragment jednej karty kodeksu, z tekstem Ewangelii Marka 11,11-17. Rekonstrukcja oryginalnej karty kodeksu wykazała, że miała ona rozmiar 13 na 11 cm.
Tekst pisany jest dwoma kolumnami na stronę, w 21 linijkach w kolumnie (według rekonstrukcji).

## Tekst
Tekst fragmentu reprezentuje mieszaną tradycję tekstualną. Kurt Aland zaklasyfikował go do kategorii III.

## Historia
Rękopis powstał w Egipcie i został odkryty w Egipcie.
INTF datuje rękopis na IV wiek.
Na listę rękopisów Nowego Testamentu wciągnął go Ernst von Dobschütz, oznaczając go przy pomocy siglum 0188.
Fragment był badany przez A. Deissmanna i Kurta Treua.
Rękopis jest przechowywany w Staatliche Museen zu Berlin (P. 13416) w Berlinie.